# Everything Is 4
Everything Is 4, es el cuarto álbum de estudio del cantante estadounidense Jason Derulo. Fue publicado el 29 de mayo de 2015 por Beluga Heights Records y Warner Bros. Records. El sencillo principal, "Want to Want Me", que alcanzó el número uno en seis países, fue lanzado el 9 de marzo de 2015. El álbum es una continuación del anterior álbum de estudio de Derulo, Tattoos (2013) en el mercado internacional y Talk Dirty (2014) en Estados Unidos.

## Antecedentes
La primera canción producida para el álbum fue el primer sencillo, "Want to Want Me", que Derulo ha decidido hacerla single después de escucharlo con varios amigos. Para la canción "Painkiller", en colaboración con Meghan Trainor, el cantante reveló que decidió hacer esta colaboración después de conocer a la cantante entre bastidores en un par de shows. Y la colaboración con Stevie Wonder en "Broke" nació durante una cena en White House.
Derulo explicó el significado del título del álbum diciendo: "Se llama Everything Is 4 porque es mi cuarto álbum, pero también hay otros significados. Todo pasa por una razón, todo es para mi madre, todo es para mis fans. Todo está en mis manos para demostrar que puedo hacerlo. Todo es para el futuro. Podría continuar, pero al final el significado es "Todo sucede por una razón". También está el significado del número 4: una silla tiene cuatro patas, una mesa incluso. Son también 4 estaciones, que representan el cambio. Así que 4 es un número que nos sigue por todas partes. 4 es simétrico. Entonces, todo es 4".

## Sencillos
"Want to Want Me" salió a la venta el 9 de marzo de 2015, como el sencillo principal del álbum. Desde el punto de vista comercial, fue un éxito, alcanzando posiciones de liderazgo en Austria y el Reino Unido. La canción debutó en el número 45 en el Billboard Hot 100, con 50.000 copias vendidas, desde entonces ha alcanzado su máximo número 5. El vídeo musical de la canción se estrenó el 23 de marzo de 2015. A partir de junio de 2015, "Want to Want Me" ha vendido 1.1 millones de copias digitales en los Estados Unidos.
El segundo sencillo del álbum "Cheyenne", fue lanzado el 30 de junio. The song peaked at number 66 on the Billboard Hot 100.
"Try Me)" salió a la venta en octubre de 2015 como el tercer sencillo del álbum fuera de los Estados Unidos. It reached the top 5 in Norway and Poland, and was certified 2× Platinum in Norway.[cita requerida]
"Get Ugly" salió a la venta en diciembre de 2015 como cuarto y último sencillo del álbum. Fue certificado Oro en los Estados Unidos y Plata en el Reino Unido.
"Pull up" a pesar de no ser un sencillo oficial, cobró fama en Latinoamérica gracias al #PullUpChallenge que hicieron los argentinos Laura Fernández, Lali y José Ottavis.

## Recepción crítica
En Metacritic, que asigna una puntuación media ponderada de 100 a críticas de críticos musicales, Everything Is 4 recibió una puntuación media de 67, indicando "críticas generalmente favorables", basada en 9 críticas.

## Desempeño comercial
El álbum debutó en el número 4 de  Billboard 200, vendiendo 22.000 copias. El álbum también debutó en el número 10 del Canadian Albums Chart, con 2.500 copias vendidas. En su segunda semana de ventas, el álbum cayó drásticamente al número 23 en la Billboard 200, vendiendo 6.000 copias. En su tercera semana de ventas, el álbum cayó al número 39 en la tabla, vendiendo 4.000 copias. En su primer mes de ventas, el álbum cayó al número 43 del gráfico, vendiendo 3.000 copias. A junio de 2016, el álbum había vendido 80.000 copias.

## Lista de canciones
| N.º | Título                                                              | Escritor(es) | Duración |  |
| 1.  | «Want to Want Me»                                                   | Jason Desrouleaux Ian Kirkpatrick Samuel Martin Lindy Robbins Mitch Allan                                       | 3:27     |  |
| 2.  | «Cheyenne»                                                          | Desrouleaux Kirkpatrick Martin Robbins Jason Evigan Marcus Lomax Stefan Johnson                                 | 3:35     |  |
| 3.  | «Get Ugly»                                                          | Desrouleaux Evigan Eric Frederic Sean Douglas                                                                   | 3:20     |  |
| 4.  | «Pull Up»                                                           | Desrouleaux Will Lobban-Bean Charlie Puth Alexander “Xplicit” Izquierdo Michael Crooms                          | 3:06     |  |
| 5.  | «Love Like That» (con K. Michelle)                                  | Desrouleaux Christian Ward Michael Hernandez Rico Evans Arin Ray Lyrica Anderson Floyd Bentley Jordan Hollywood | 3:59     |  |
| 6.  | «Painkiller» (con Meghan Trainor)                                   | Desrouleaux Johan Carlsson Ross Golan Meghan Trainor                                                            | 3:23     |  |
| 7.  | «Broke» (con Stevie Wonder y Keith Urban)                           | Desrouleaux Puth David Brook                                                                                    | 3:06     |  |
| 8.  | «Try Me» (con Jennifer Lopez y Matoma)                              | Desrouleaux Robbins Shy Carter Marvin Gaye Odell Brown David Ritz                                               | 3:20     |  |
| 9.  | «Love Me Down»                                                      | Desrouleaux Kirkpatrick Taylor Parks                                                                            | 2:45     |  |
| 10. | «Trade Hearts» (con Julia Michaels)                                 | Desrouleaux Julia Michaels Andrew "Pop" Wansel Warren "Oak" Felder                                              | 3:30     |  |
| 11. | «X2CU» (incluyendo pista oculta "Angel Wings" a partir de las 3:35) | Desrouleaux Floyd Hills Marcella Araica Douglas BJ Mekk James Roston Sonny Alves                                | 5:13     |  |

## Listas y certificaciones

### Listados semanales
| Listas (2015)                       | Mejor posición |
| ----------------------------------- | -------------- |
| Australia (ARIA)                    | 12             |
| Austria (Ö3 Austria)                | 33             |
| Bélgica (Ultratop flamenca)         | 46             |
| Bélgica (Ultratop valona)           | 75             |
| Canadá (Billboard Canadian Albums)  | 10             |
| Dinamarca (Hitlisten)               | 3              |
| Países Bajos (Album Top 100)        | 31             |
| Finlandia (Suomen Virallinen Lista) | 9              |
| Francia (SNEP)                      | 44             |
| Alemania (Offizielle Top 100)       | 23             |
| Hungría (MAHASZ)                    | 9              |
| Irlanda (IRMA)                      | 30             |
| Italia (FIMI)                       | 38             |
| Nueva Zelanda (Recorded Music NZ)   | 20             |
| Noruega (VG-lista)                  | 1              |
| España (PROMUSICAE)                 | 8              |
| Suecia (Sverigetopplistan)          | 3              |
| Suiza (Schweizer Hitparade)         | 13             |
| Reino Unido (UK Albums Chart)       | 16             |
| Reino Unido (UK R&B Albums)         | 1              |
| Estados Unidos (Billboard 200)      | 4              |

### Listados de fin de año
| Listas (2015)             | Posición |
| ------------------------- | -------- |
| Danish Albums (Hitlisten) | 19       |
| Listas (2016)             | Posición |
| Danish Albums (Hitlisten) | 48       |

## Certificaciones
| País           | Organismo certificador | Certificación | Ventas  | Ref.   |
| -------------- | ---------------------- | ------------- | ------- | ------ |
| Dinamarca      | IFPI Dinamarca         | Oro           | 10 000  | [ 40 ] |
| Polonia        | ZPAV                   | Oro           | 10 000  |        |
| Estados Unidos | RIAA                   | Oro           | 500 000 |        |